# Autillo de Campos
Autillo de Campos település Spanyolországban, Palencia tartományban. Autillo de Campos Fuentes de Nava, Villarramiel és Guaza de Campos községekkel határos. Lakosainak száma 130 fő (2024).

## Népesség
A település népessége az elmúlt években az alábbi módon változott:
| Lakosok száma | 190  | 191  | 176  | 168  | 150  | 153  | 136  | 128  | 133  | 130  |
|               | 2001 | 2004 | 2007 | 2009 | 2012 | 2014 | 2017 | 2019 | 2022 | 2024 |